# Municipios en México
Los municipios de México son la unidad básica de división territorial de los treinta y un estados que junto a las demarcaciones territoriales de la Ciudad de México constituyen las entidades de segundo nivel administrativo del país. El número de municipios en cada estado varía, de cinco en Baja California Sur, hasta de quinientos setenta en Oaxaca. En total, México se divide en 2478 unidades territoriales de segundo nivel que incluye a 16 demarcaciones territoriales de la Ciudad de México y 2462 municipios en los estados.  
La denominación oficial de esta subdivisión en México es municipio libre, concepto surgido de la Revolución mexicana, que implica la plena autonomía de estos, con facultades legislativas y ejecutivas propias, depositadas en un ayuntamiento y presidente municipal respectivamente. Sus responsabilidades están relacionadas con los servicios públicos básicos de la población. Todo lo anterior con sustento en el artículo 115 de la constitución.

## Historia
El concepto jurídico de municipio tiene su origen en el antiguo Imperio romano, eran las ciudades sometidas a Roma y que gozaban de los derechos romanos. De ahí pasó a España, y posteriormente a América con la Conquista Española, dando las ordenanzas municipales Hernán Cortés, quien estableció el primer ayuntamiento en la Villa Rica de la Vera Cruz en 1519.
En las primeras décadas del Virreinato de la Nueva España la fundación de Ayuntamientos constituyó la base de la organización territorial de las nuevas tierras exploradas (y en consecuencia conquistadas). La figura de estos otorgaba plenos poderes a los fundadores para la administración pública y económica del lugar. Los primeros ayuntamientos, tal como lo establecían las normas desde la época de Hernán Cortés, lo integraron los dos alcaldes, cuatro regidores, un procurador y un escribano; los alcaldes tendrían jurisdicción criminal y civil. Esto cambió a partir de 1573 con el edicto real de Felipe II, en el que se determinó, para las villas y ciudades, la nueva integración con un solo alcalde, cuatro regidores, un alguacil, un escribano del concejo y otro público, y un mayordomo. A pesar de poseer amplias facultades autónomas para los asuntos más locales, los ayuntamientos tenían supeditadas sus decisiones políticas a la de autoridades de ciudades más grandes, desde luego del virrey y en consecuencia de la Corona. Las reformas de Carlos III, dotaron al recién creado cargo de Intendente, de toda la autoridad sobre los ayuntamientos; con ello se redujo a solo un alcalde, dos regidores y un procurador; se perdió toda autonomía hacendaría y se reconocía al intendente como máxima autoridad del propio cabildo.
La constitución de Cádiz de 1812 que rigió en plena Guerra de Independencia, estableció como novedades la denominación de sindico para el procurador, la elección democrática de los miembros del ayuntamiento, el periodo limitado de un año para el alcalde, la exigibilidad de ser originario o residencia de al menos cinco años para quien aspirara al cargo de alcalde. Sin embargo se sostuvo a los Jefes políticos (sucesores de los intendentes) como instancia máxima de decisión en asuntos de la administración.
Los sucesivos regímenes constitucionales del México independiente no modificaron sustancialmente la conformación y responsabilidades de los ayuntamientos; pero si su grado de autonomía. El estatuto provisional del Imperio conservó la organización dictada por la constitución de Cádiz; la constitución de 1824 dotó de autonomía a los estados para decidir su división interna, por lo que no menciona la figura de ayuntamiento (aunque en la mayor parte del país se conservó); las constituciones de las repúblicas centralistas y el estatuto del Segundo Imperio crearon figuras políticas intermedias (entre alcaldes y Jefes de Departamento) que restaron poder e influencia al ayuntamiento, pues depositaban en ellos la última decisión de cualquier acto, entre las figuras creadas estuvieron los prefectos, jefes políticos de distrito e incluso los diputados correspondientes a cada demarcación. La constitución de 1857 recuperó la figura de alcalde, hasta que en 1881 las reformas porfiristas la desaparecieron, sustituyéndola por el Jefe Político, quien tenía facultad para integrar juntas municipales (sustitutas a la vez, de los ayuntamientos).
La Constitución de 1917 estableció en su artículo 115 la denominación oficial de municipio libre para las unidades geográficas en que se dividirían los estados, por lo cual la figura de jefe político fue remplazada por la de presidente municipal. Dicho artículo es el que describe las facultades y responsabilidades de los municipios, confiriéndole especialmente la administración de los servicios públicos más básicos (seguridad pública, agua potable, drenaje, alumbrado, panteones, mercados, parques, obra pública menor, servicios de limpia, uso de suelo, desarrollo urbano y/o comunitario, transporte público, etc.), la acción legislativa de los ayuntamientos para ese fin, el cobro de impuestos a dichos servicios y cualquier otra facultad que le otorgue la constitución estatal y la ley orgánica del municipio.
Los últimos municipios mexicanos en ser creados fueron San Nicolás, Ñuu Savi, Santa Cruz del Rincón y Las Vigas, todos en Guerrero. Fueron aprobados por el congreso local el 13 de enero de 2022.

## Gobierno y responsabilidades
Cada municipio goza de autonomía en su capacidad para elegir a su propio ayuntamiento (órgano colegiado con poder legislativo), el cual es responsable, en la mayoría de los casos, de proveer todos los servicios públicos que requiera su población; la mencionada autonomía implica la eliminación de toda figura intermediaria entre los gobiernos locales y estatales. El ayuntamiento es encabezado por un presidente municipal, elegido cada tres años con opción a reelegirse. Cada cabildo está formado por regidores en función de su tamaño poblacional, y sindicos de acuerdo al número que establezca la ley estatal. En el caso de las demarcaciones territoriales de Ciudad de México, estas contarán con un poder ejecutivo (alcaldes) electo por sufragio universal, con facultades ejecutivas y autonomía administrativa idénticas a las de los municipios, pero carecerán de ayuntamientos o cabildos para funciones legislativas. 
Es libre económicamente también, porque administra su Hacienda, la cual se formará de los rendimientos de los bienes que les pertenezcan, así como de las contribuciones y otros ingresos que las legislaturas establezcan a su favor, y en todo caso percibirán las que establezcan sus Estados, las participaciones del gobierno federal y los derivados de la prestación de servicios públicos a su cargo. En varios municipios se puede contratar servicio de custodia policíaca, como la bancaria, en cuyo caso el municipio expide una factura para el cobro de esos servicios; también es posible en otras líneas de servicio.
Al mismo tiempo, los municipios están facultados por las constituciones locales para organizarse territorialmente; la mayoría de ellos denominando Delegaciones a aquellas comunidades situadas fuera del área urbana que constituye la llamada Cabecera municipal. Aunque estas no tienen mayor autonomía que la elección de su delegado y la participación en los proyectos de desarrollo comunitario; pues las funciones de estos entes administrativos son meramente ejecutorias de las determinaciones del ayuntamiento. Son parte del municipio las congregaciones, pueblos, aldeas, ejidos y ranchos que se encuentran dentro del territorio municipal.
También se les faculta para coordinar su organización con aquellos municipios con los que constituya, de acuerdo a la categorización del INEGI, una Zona metropolitana.
Los poderes del municipio, es decir, el ayuntamiento, pueden suspenderse o desaparecer si así lo decreta el Congreso del Estado, por acuerdo de las dos terceras partes de sus miembros, siempre y cuando se fundamente en las causales que determinan las leyes del Estado. No obstante, en aquellas situaciones que impliquen conflictos de estos con sus gobiernos estatales, los otros municipios, los poderes de la unión y los órganos autónomos, solo la Suprema Corte de Justicia puede resolverlas.
Los municipios poseen, por medio de sus ayuntamientos, la facultad reglamentaria en materia de policía y gobierno, así como para la administración pública municipal, los procedimientos en áreas de su competencia, y sobre todo, los servicios públicos que corren a su cargo, a saber: producción y distribución de agua potable, alumbrado público, limpia, mercados, panteones, rastros, calles, parques y jardines, y seguridad pública. No obstante, en coordinación con el gobierno estatal y federal, puede asistir en: Educación, Servicios de emergencia, Servicios de salud, Protección ambiental y Mantenimiento de monumentos y sitios históricos; y a la vez asociarse con estos para el cumplimiento de sus responsabilidades esenciales.
Las fuentes de ingreso de los municipios son:
1. Las contribuciones que las leyes de los Estados establecen en materia de propiedad inmobiliaria.
2. Las participaciones federales, que se componen de:
  1. Ramo 33.- Recursos que envía la Federación al Municipio con el fin de que se destinen a un municipio específico, y a un rubro o proyecto concreto del gasto municipal.
  2. Participaciones federales destinadas a los Estados, en la proporción que determinen las leyes locales.
3. Ingresos de servicios públicos.

Además, los municipios pueden contraer préstamos con la banca de desarrollo y con la banca comercial, pero en este último caso, solo cuando exista fuente de repago (no se puede utilizar para gasto corriente).

## Número de municipios de cada entidad
| Estado | Estado              | Número de municipios |
| ------ | ------------------- | -------------------- |
|        | Aguascalientes      | 11                   |
|        | Baja California     | 7                    |
|        | Baja California Sur | 5                    |
|        | Campeche            | 13                   |
|        | Chiapas             | 124                  |
|        | Chihuahua           | 67                   |
|        | Ciudad de México    | 16                   |
|        | Coahuila            | 38                   |
|        | Colima              | 10                   |
|        | Durango             | 39                   |
|        | Guanajuato          | 46                   |
|        | Guerrero            | 85                   |
|        | Hidalgo             | 84                   |
|        | Jalisco             | 125                  |
|        | Estado de México    | 125                  |
|        | Michoacán           | 113                  |
|        | Morelos             | 36                   |
|        | Nayarit             | 20                   |
|        | Nuevo León          | 51                   |
|        | Oaxaca              | 570                  |
|        | Puebla              | 217                  |
|        | Querétaro           | 18                   |
|        | Quintana Roo        | 11                   |
|        | San Luis Potosí     | 59                   |
|        | Sinaloa             | 20                   |
|        | Sonora              | 72                   |
|        | Tabasco             | 17                   |
|        | Tamaulipas          | 43                   |
|        | Tlaxcala            | 60                   |
|        | Veracruz            | 212                  |
|        | Yucatán             | 106                  |
|        | Zacatecas           | 58                   |
| Total  | Total               | 2478                 |

## Municipios más grandes

### Por población
Datos del INEGI, 2020.
| Posición | Municipio           | Estado           | Población |
| -------- | ------------------- | ---------------- | --------- |
| 1°       | Tijuana             | Baja California  | 1 922 523 |
| 2°       | Iztapalapa          | Ciudad de México | 1 835 486 |
| 3°       | León                | Guanajuato       | 1 721 215 |
| 4°       | Puebla              | Puebla           | 1 692 181 |
| 5°       | Ecatepec de Morelos | Estado de México | 1 645 352 |
| 6°       | Juárez              | Chihuahua        | 1 512 450 |
| 7°       | Zapopan             | Jalisco          | 1 476 491 |
| 8°       | Guadalajara         | Jalisco          | 1 385 629 |
| 9°       | Gustavo A. Madero   | Ciudad de México | 1 173 351 |
| 10°      | Monterrey           | Nuevo León       | 1 142 994 |
| 11°      | Nezahualcóyotl      | Estado de México | 1 077 208 |
| 12°      | Mexicali            | Baja California  | 1 049 792 |
| 13°      | Querétaro           | Querétaro        | 1 049 777 |
| 14°      | Culiacán            | Sinaloa          | 1 003 530 |
| 15°      | Mérida              | Yucatán          | 995 129   |
| 16°      | Aguascalientes      | Aguascalientes   | 948 990   |
| 17°      | Chihuahua           | Chihuahua        | 937 674   |
| 18°      | Hermosillo          | Sonora           | 936 263   |
| 19°      | San Luis Potosí     | San Luis Potosí  | 911 908   |
| 20°      | Benito Juárez       | Quintana Roo     | 911 503   |
| 21°      | Toluca              | Estado de México | 910 608   |
| 22°      | Saltillo            | Coahuila         | 879 958   |
| 23°      | Morelia             | Michoacán        | 849 053   |
| 24°      | Naucalpan           | Estado de México | 834 434   |
| 25°      | Acapulco            | Guerrero         | 779 566   |

### Por territorio
Datos del INEGI.
| Lugar | Estado              | Municipio              | Superficie   |
| ----- | ------------------- | ---------------------- | ------------ |
| 1°    | Baja California     | San Quintín            | 32 953.3 km² |
| 2°    | Baja California Sur | Mulegé                 | 32 009.9 km² |
| 3°    | Coahuila            | Ocampo                 | 26 024.4 km² |
| 4°    | Baja California Sur | Comondú                | 18 318.6 km² |
| 5°    | Chihuahua           | Ahumada                | 16 910.0 km² |
| 6°    | Sonora              | Hermosillo             | 15 724.3 km² |
| 7°    | Baja California Sur | La Paz                 | 15 413.7 km² |
| 8°    | Campeche            | Calakmul               | 13 987.5 km² |
| 9°    | Chihuahua           | Camargo                | 13 747.0 km² |
| 10°   | Baja California     | Ensenada               | 13 450.8 km² |
| 11°   | Quintana Roo        | Felipe Carrillo Puerto | 12 938.3 km² |
| 12°   | Chihuahua           | Ascensión              | 12 859.9 km² |
| 13°   | Zacatecas           | Mazapil                | 12 116.6 km² |
| 14°   | Coahuila            | Acuña                  | 11 464.1 km² |
| 15°   | Baja California     | San Felipe             | 10 808.0 km² |
| 16°   | Chihuahua           | Jiménez                | 10 771.3 km² |
| 17.º  | Coahuila            | Cuatrociénegas         | 10 672.3 km² |
| 18°   | Sonora              | Caborca                | 10 671.7 km² |
| 19°   | Quintana Roo        | Othón P. Blanco        | 9 909.8 km²  |
| 20°   | Sonora              | Pitiquito              | 9 820.0 km²  |

## Municipios más pequeños

### Por población
| Lugar | Estado | Municipio                    | Población (2015) |
| 1°    | Oaxaca | Santa Magdalena Jicotlán     | 93               |
| 2°    | Oaxaca | Santiago Tepetlapa           | 131              |
| 3°    | Oaxaca | Santo Domingo Tlatayápam     | 153              |
| 4°    | Oaxaca | Santiago Nejapilla           | 219              |
| 5°    | Oaxaca | San Pedro Yucunama           | 232              |
| 6°    | Oaxaca | San Mateo Tlapiltepec        | 234              |
| 7°    | Oaxaca | La Trinidad Vista Hermosa    | 249              |
| 8°    | Oaxaca | Santa María Tataltepec       | 253              |
| 9°    | Oaxaca | Santo Domingo Tonaltepec     | 276              |
| 10°   | Oaxaca | San Miguel del Río           | 294              |
| 11°   | Oaxaca | San Antonio Acutla           | 297              |
| 12°   | Oaxaca | San Miguel Tecomatlán        | 308              |
| 13°   | Oaxaca | San Juan Chicomezúchil       | 320              |
| 14°   | Oaxaca | San Cristóbal Suchixtlahuaca | 334              |
| 15°   | Oaxaca | San Miguel Tulancingo        | 346              |
| 16°   | Oaxaca | Santa María Yalina           | 354              |
| 17°   | Oaxaca | Santa Cruz del Bravo         | 364              |
| 18°   | Oaxaca | San Bartolomé Zoogocho       | 368              |
| 19°   | Oaxaca | Santo Domingo Yodohino       | 369              |
| 20°   | Sonora | Oquitoa                      | 372              |
| 21°   | Oaxaca | Santiago Zoochila            | 374              |
| 22°   | Oaxaca | San Francisco Nuxaño         | 378              |
| 23°   | Oaxaca | San Francisco Teopan         | 394              |
| 24°   | Oaxaca | San Bartolomé Yucuañe        | 399              |
| 25°   | Oaxaca | San Juan Evangelista Analco  | 404              |
| 26°   | Oaxaca | San Pedro Topiltepec         | 406              |
| 27°   | Sonora | San Felipe de Jesús          | 407              |
| 28°   | Oaxaca | Magdalena Zahuatlán          | 409              |
| 29°   | Oaxaca | Santiago Miltepec            | 409              |
| 30°   | Oaxaca | San Juan Bautista Suchitepec | 417              |

### Por territorio
Datos del INAFED.
| Lugar | Estado           | Municipio                          | Superficie km² |
| 1°    | Oaxaca           | Natividad                          | 2.09           |
| 2°    | Tlaxcala         | San Lorenzo Axocomanitla           | 4.34           |
| 3°    | Tlaxcala         | San Juan Huactzinco                | 4.44           |
| 4°    | Tlaxcala         | Santa Cruz Quilehtla               | 5.40           |
| 5°    | Tlaxcala         | Santa Isabel Xiloxoxtla            | 5.45           |
| 6°    | Tlaxcala         | Tocatlán                           | 5.90           |
| 7°    | Tlaxcala         | Mazatecochco de José María Morelos | 5.90           |
| 8°    | Tlaxcala         | San Jerónimo Zacualpan             | 7.56           |
| 9°    | Oaxaca           | Santa Lucía del Camino             | 7.65           |
| 10°   | Tlaxcala         | Acuamanala de Miguel Hidalgo       | 7.80           |
| 11°   | Tlaxcala         | Santa Apolonia Teacalco            | 7.91           |
| 12°   | Estado de México | Papalotla                          | 8.74           |
| 13°   | Puebla           | Teteles de Ávila Castillo          | 8.93           |
| 14°   | Oaxaca           | San Sebastián Tutla                | 8.93           |
| 15°   | Tlaxcala         | Santa Ana Nopalucan                | 9.37           |
| 16°   | Tlaxcala         | Santa Catarina Ayometla            | 9 .6           |
| 17°   | Estado de México | Mexicaltzingo                      | 10.00          |
| 18°   | Oaxaca           | Santa María Coyotepec              | 10.21          |
| 19.º  | Oaxaca           | Santa Cruz Amilpas                 | 10.21          |
| 20.º  | Oaxaca           | San Antonio de la Cal              | 10.21          |
| 21.º  | Puebla           | Coatepec                           | 10.22          |